# アカペラ (ゴスペラーズのアルバム)
『アカペラ』 (aCappella) は、2002年12月4日に発売されたゴスペラーズのメジャーデビュー後8枚目のオリジナルアルバム。2002年12月4日にKi/oon Recordsから発売された

## 概要
前作『FRENZY』から約10か月ぶりのオリジナルアルバムであり、ア・カペラのみで構成されたアルバムである。ヒット曲「星屑の街」の他、土曜ワイド劇場のテーマソング「北極星」、ロッテのど飴CMソング「潮騒」、JRAブランディング広告のテーマ・ソング「めぐる想い」が収録されている。
なお、前作『FRENZY』の発売後、今作の発売までに『エスコート』と『星屑の街』の2枚のシングルが発売されているが、今作に収録されたのは「星屑の街」のみである。「エスコート」は、2019年12月18日に発売されたベストアルバム『G25 -Beautiful Harmony-』に初めて収録されるまで彼らのアルバムには収録されていなかった（ワールドカップ関連のオムニバスアルバムには収録されている）。また、「星屑の街」のカップリング曲である「こういう曲調好き」、「UPPER CUTS 9502(MEDLEY)」は本作と同一コンセプトでア・カペラのみで構成されているが、2007年12月現在まで全てのアルバムに未収録となっている。

## 収録曲
1. いろは　（3:08）
  - 作詞・作曲・編曲: 酒井雄二

5人曰く、喧嘩アカペラを提唱する曲という。歌詞カードでの、この曲の下には歌詞中に出てくる単語の補足説明が載っている。
酒井が制作時にあまりにも行き詰まりすぎて、スタッフの一言から出雲へ雲隠れした。
2. RIDIN' HIGH　（4:08）
  - 作詞・作曲: 村上てつや/編曲: 村上てつや、妹尾武
3. 潮騒　（4:43）
  - 作詞: 角田誠/作曲: 黒沢薫/編曲: 黒沢薫、妹尾武

この曲のレコーディングの日に北山は風邪をひいていた。しかし、そのおかげで低音が良く響いたという。
黒沢曰く、この曲は元々ピアノアレンジの曲だったらしい。
4. 北極星　（3:48）
  - 作詩: 安岡優/作曲: 宇佐美秀文/編曲: 宇佐美秀文、松本圭司
5. Moon glows (on you)　（3:15）
  - 作詩・作曲: 安岡優/編曲: 安岡優、妹尾武
6. I Miss You　（4:35）
  - 作詞: 只野菜摘/作曲・編曲: 村上てつや、妹尾武

23rdシングル曲「新大阪」にて、この曲の一部が出てくる。
7. 金色の翼　（2:40）
  - 作詩: 安岡優/作曲・編曲: 松本圭司、北山陽一

北山がテナーボイスでリードボーカルを取る曲。2003年のツアー「アカペラ港」では、金色の翼が舞台演出に登場し、グッズも発売された。
8. FWFL　（3:46）
  - 作詞: 山田ひろし/作曲・編曲: 酒井雄二

レギュラーラジオ「feel'n soul」で放送する際に、「エロい曲だよね」とこの曲を挙げて盛り上がった。
※歌詞に出てくる「four　words」とは、英語のfour letter wordsのことである。
9. Tiger Rag　（1:43）
  - Words&Music: Harry DeCosta/Edwin B.Edwards/H.W.Ragas/Anthony Sbarbaro/Larry Shields

ミルズ・ブラザーズのカバー。ライブでこの曲をやるととても盛り上がる。ストレッチマンと共演した番組でもこの曲を披露した。
10. シエスタ　（2:03）
  - 作詩・作曲: 安岡優/編曲: 北山陽一、安岡優
11. めぐる想い　（4:32）
  - 作詞: 相田毅/作曲・編曲: 酒井雄二
12. 星屑の街　（4:41）
  - 作詩・作曲: 北山陽一、安岡優/編曲: 北山陽一/原案: 小池竹見

21stシングル曲。このアルバム唯一のシングル曲である。